# C16H18O3
化学式C16H18O3（摩尔质量：258.317 g/mol）可以指以下化合物：
- EBOB，CAS号：108614-26-2
- 培比洛芬，CAS号：69956-77-0
- 山梨酸丁香酚酯 PubChem CID：129716533

|  | 这个同类索引页列出了具有相同分子式的化学物（即同分異構體）条目。 除非您是有意链接至本页，否则应将相应条目的内部链接指向正确的条目。 |